# Показатель рассеяния
Показа́тель рассе́яния — величина, обратная расстоянию, на котором поток монохроматического излучения, распространяющегося в среде в виде параллельного пучка, уменьшается вследствие рассеяния в среде в некоторое заранее оговоренное число раз. В принципиальном плане степень уменьшения потока излучения в данном определении можно выбирать любой, однако в научно-технической, справочной и нормативной литературе и в целом на практике используются два значения степени уменьшения: одно, равное 10 (десятичный показатель рассеяния), и другое — числу е (натуральный показатель рассеяния).

## Десятичный показатель рассеяния
Десятичный показатель рассеяния {\displaystyle r} определяется в соответствии с формулой:
{\displaystyle r={\frac {1}{l}}\log _{10}\left({\frac {\Phi _{0}}{\Phi (l)}}\right),}
где {\displaystyle \Phi _{0}} — поток излучения на входе в среду, {\displaystyle \Phi (l)} — поток излучения после прохождения им в рассеивающей среде расстояния {\displaystyle l}.
Соответственно поток излучения при распространении его в рассеивающей среде в таком случае описывается выражением:
{\displaystyle \Phi (l)=\Phi _{0}10^{-rl}.}
В дифференциальной форме его можно записать так:
{\displaystyle d\Phi =-\ln(10)r\Phi (l)dl.}
Здесь {\displaystyle d\Phi } — изменение поток излучения, после прохождения им слоя среды с малой толщиной {\displaystyle dl}.
Десятичный показатель рассеяния удобно использовать при выполнении оптотехнических расчетов, в частности для определения коэффициентов пропускания оптических систем.

## Натуральный показатель рассеяния
Натуральный показатель рассеяния {\displaystyle r'} рассчитывается в соответствии с формулой:
{\displaystyle r'={\frac {1}{l}}\ln \left({\frac {I_{0}}{I(l)}}\right).}
Натуральный и десятичный показатели рассеяния связаны друг с другом соотношением {\displaystyle r'=\ln(10)r} или приближенно {\displaystyle r'\approx 2.303r}.
При использовании натурального показателя рассеяния зависимость потока излучения от расстояния, пройденного излучением в рассеивающей среде, описывается выражением:
{\displaystyle \Phi (l)=\Phi _{0}e^{-r'l}.}
Его вид в дифференциальной форме таков:
{\displaystyle d\Phi =-r'\Phi (l)dl.}
Уравнения с участием натурального показателя рассеяния имеют более компактный вид, чем в случае использования десятичного показателя рассеяния, и не содержат имеющего искусственное происхождение множителя ln(10). Поэтому в научных исследованиях фундаментального характера преимущественно используется натуральный показатель рассеяния.

## Единицы измерения
В рамках Международной системы единиц (СИ) выбор единиц измерения определяется соображениями удобства и сложившимися традициями. Наиболее широко используются обратные сантиметры (см−1) и обратные метры (м−1).
После создания оптических материалов с экстремально низкими потерями и последовавшего вслед за этим развитием волоконной оптики в качестве единицы измерения показателя рассеяния стали использовать дБ/км (dB/km). В этом случае расчет значений показателя рассеяния производится по формуле:
{\displaystyle r[dB/km]={\frac {10}{l}}\log _{10}\left({\frac {\Phi _{0}}{\Phi (l)}}\right),} где {\displaystyle l} выражается в км.
Таким образом, дБ/км в 106 раз меньше, чем см−1. Соответственно, если показатель рассеяния материала равен 1 дБ/км, то это означает, что его десятичный показатель рассеяния равен 10−6 см−1.

## Примеры значений
Показатель рассеяния является важной характеристикой оптических материалов. В таблице приведены значения десятичных показателей рассеяния некоторых бесцветных оптических стекол основных типов для спектральной линии e, то есть на длине волны 546 нм.
| Тип и марка стекла     | Десятичный показатель рассеяния r.105, см−1 |
| ---------------------- | ------------------------------------------- |
| Легкий крон ЛК3        | 1,5                                         |
| Крон К8                | 0,8                                         |
| Тяжелый крон ТК4       | 2,5                                         |
| Сверхтяжелый крон СТК3 | 3,2                                         |
| Баритовый флинт БФ8    | 3,0                                         |
| Флинт Ф4               | 8,7                                         |
| Тяжелый флинт ТФ4      | 18,0                                        |
| Особый флинт ОФ1       | 5,7                                         |